# Coroico (gemeente)

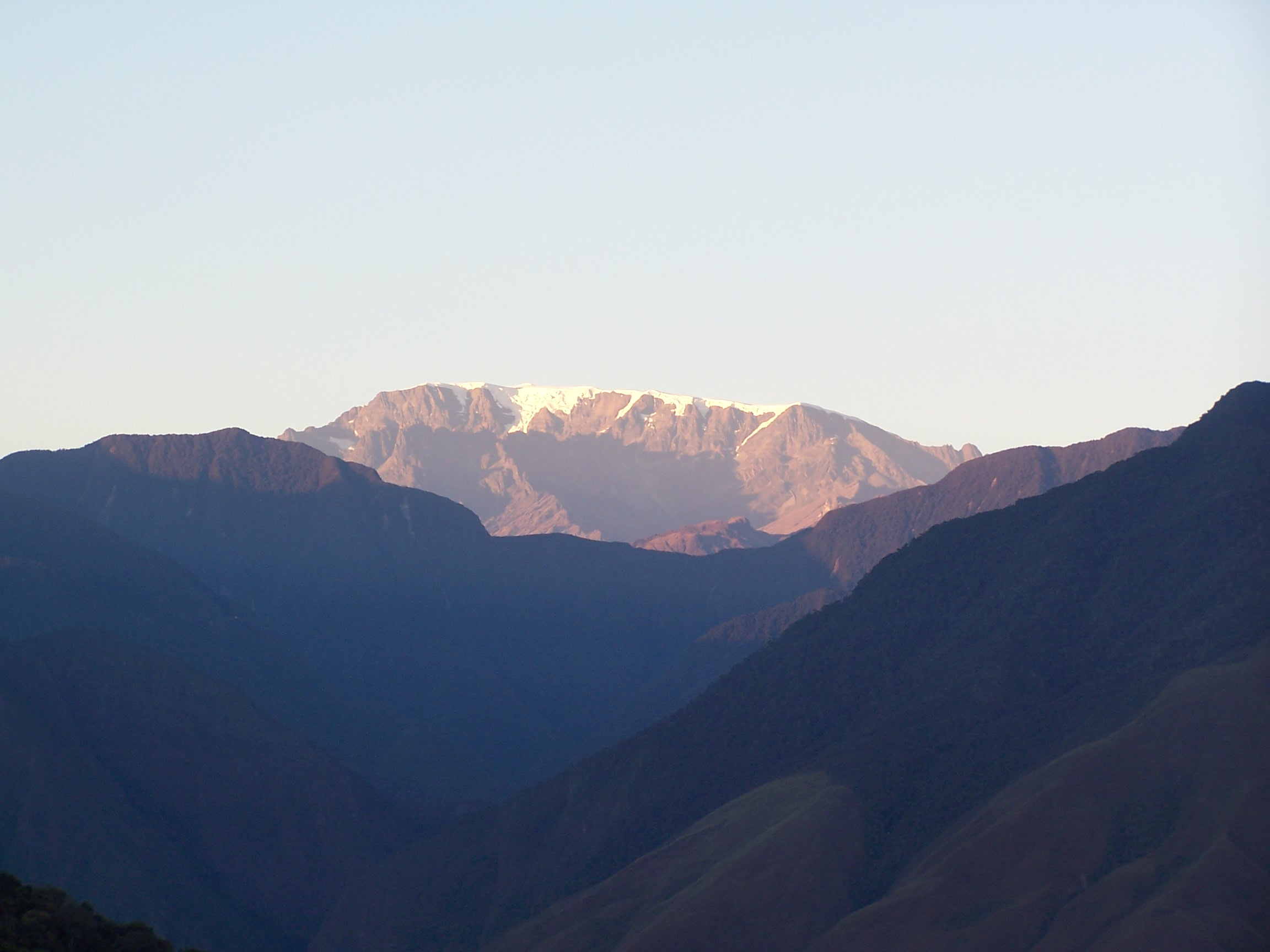
De Berg Mururata, gezien vanuit Coroico

Coroico is een gemeente (municipio) in de Boliviaanse provincie Nor Yungas in het departement La Paz. De gemeente telt naar schatting 20.491 inwoners (2018). De hoofdplaats is Coroico.